# Келли, Ллойд
Ллойд Ке́йсиус Ке́лли (англ. Lloyd Casius Kelly; 6 октября 1998, Бристоль, Англия) — английский футболист, защитник клуба «Ювентус».

## Клубная карьера
Келли стал игроком футбольной академии «Бристоль Сити» в возрасте 12 лет, когда его заметили скауты во время выступлений за местный любительский клуб «Бристоль Сентрал». 8 августа 2017 года он дебютировал в основном составе «зарянок» в матче Кубка Английской футбольной лиги против «Плимут Аргайл». За «Бристоль Сити» выступал на протяжении двух сезонов и в общей сложности провёл за клуб 48 матчей, в которых забил 2 гола.
18 мая 2019 года о переходе Келли официально объявил футбольный клуб «Борнмут», на тот момент выступавший в Премьер-лиге. Сумма сделки официально не объявлялась. По сообщениям СМИ, переход защитника обошёлся «вишням» в 13 миллионов фунтов стерлингов. 25 сентября 2019 года дебютировал за клуб в матче Кубка Английской футбольной лиги против клуба «Бертон Альбион». 24 июня 2020 года дебютировал в Премьер-лиге, выйдя на замену Джеку Стейси в матче против «Вулверхэмптон Уондерерс». Всего в дебютном сезоне сыграл в восьми матчах «Борнмута» в АПЛ, а команда Келли вылетела в чемпионшип. При этом после перехода в «Борнмут» Келли стал чаще выступать на позиции центрального защитника, тогда как в «Бристоль Сити» он в основном играл на левом фланге.
После вылета команды из Премьер-лиги Келли стал значительно чаще попадать в стартовый состав «Борнмута»: в сезоне 2020/21 он провёл за команду 36 матчей в чемпионшипе и ещё две игры в плей-офф турнира, однако команда всё же не сумела вернуться в АПЛ. Кроме того 17 апреля 2021 года Келли сумел забить свой первый гол за «Борнмут», поразив ворота «Норвича» в матче, который завершился победой «вишен» со счётом 3:1
6 августа 2021 года в матче первого тура чемпионшипа в сезоне 2021/22 впервые вывел «Борнмут» на поле с капитанской повязкой. Это произошло в игре против «Вест Бромвича», которая завершилась со счётом 2:2.
3 февраля 2025 года Келли перешёл в «Ювентус» на правах аренды с обязательством выкупа по окончании сезона.

## Международная карьера
Выступал за сборные Англии до 20 и до 21 года. Участвовал в двух молодёжных чемпионатах Европы: в 2019 и 2021 годах.

## Статистика выступлений

### Клубная
| Выступление      | Выступление      | Выступление      | Лига | Лига | Кубки | Кубки | Еврокубки | Еврокубки | Прочие | Прочие | Итого | Итого |
| Клуб             | Лига             | Сезон            | Игры | Голы | Игры  | Голы  | Игры      | Голы      | Игры   | Голы   | Игры  | Голы  |
| ---------------- | ---------------- | ---------------- | ---- | ---- | ----- | ----- | --------- | --------- | ------ | ------ | ----- | ----- |
| Бристоль Сити    | Чемпионшип       | 2017/18          | 11   | 1    | 3     | 0     | 0         | 0         | 0      | 0      | 14    | 1     |
| Бристоль Сити    | Чемпионшип       | 2018/19          | 32   | 1    | 2     | 0     | 0         | 0         | 0      | 0      | 34    | 1     |
| Бристоль Сити    | Итого            | Итого            | 43   | 2    | 5     | 0     | 0         | 0         | 0      | 0      | 48    | 2     |
| Борнмут          | Премьер-лига     | 2019/20          | 8    | 0    | 1     | 0     | 0         | 0         | 0      | 0      | 9     | 0     |
| Борнмут          | Чемпионшип       | 2020/21          | 36   | 1    | 3     | 0     | 0         | 0         | 2      | 0      | 41    | 1     |
| Борнмут          | Чемпионшип       | 2021/22          | 20   | 1    | 1     | 0     | 0         | 0         | 0      | 0      | 21    | 1     |
| Борнмут          | Итого            | Итого            | 64   | 2    | 5     | 0     | 0         | 0         | 2      | 0      | 71    | 2     |
| Всего за карьеру | Всего за карьеру | Всего за карьеру | 107  | 4    | 10    | 0     | 0         | 0         | 2      | 0      | 119   | 4     |